# Ghiacciaio Ryder
Il ghiacciaio Ryder (in inglese Ryder Glacier) è un ghiacciaio lungo circa 24 km situato sulla costa di Rymill, nella parte occidentale della Terra di Palmer, in Antartide. Il ghiacciaio, il cui punto più alto si trova a circa 275 m s.l.m., fluisce verso ovest partendo dal versante occidentale dei nunatak Formalhaut e scorrendo tra i monti Alpheratz e Crooker, a nord, e le cime Carina e i picchi Canopus, a sud, fino a entrare nel canale di Giorgio VI, poco a sud di punta Gurney.

## Storia
Scoperto nel 1936 durante una ricognizione effettuata dalla spedizione britannica nella Terra di Graham, comandata da John Rymill, il ghiacciaio Ryder fu poi così battezzato nel 1954 dal Comitato britannico per i toponimi antartici in onore del capitano della marina militare britannica Robert E. D. Ryder, comandante della nave Penola durante la suddetta spedizione di Rymill.